# 340年
| 千纪： | 1千纪                                                                                           |
| 世纪： | 3世纪 \| 4世纪 \| 5世纪                                                                         |
| 年代： | 310年代 \| 320年代 \| 330年代 \| 340年代 \| 350年代 \| 360年代 \| 370年代                       |
| 年份： | 335年 \| 336年 \| 337年 \| 338年 \| 339年 \| 340年 \| 341年 \| 342年 \| 343年 \| 344年 \| 345年 |
| 纪年： | 庚子年（鼠年）；成汉汉兴三年；东晋咸康六年；前凉建兴二十八年；后赵建武六年；代国建国三年        |

## 大事记
- 君士坦丁二世和君士坦斯一世之間發生衝突，君士坦丁二世入侵君士坦斯一世統治的義大利，結果兵敗被殺。

## 逝世
- 庾亮，潁川鄢陵（今河南鄢陵）人。東晉時期權臣和外戚，妹妹是皇后庾文君。
- 君士坦丁二世，羅馬帝國君士坦丁王朝皇帝（337年至340年在位），也是君士坦丁一世之子。